# Xyphorachidia
Xyphorachidia is een geslacht van vliesvleugeligen uit de familie bronswespen (Chalcididae). De wetenschappelijke naam van dit geslacht is voor het eerst geldig gepubliceerd in 1951 door Steffan.

## Soorten
Het geslacht Xyphorachidia is monotypisch en omvat slechts de volgende soort:
- Xyphorachidia dentata Steffan, 1951